# Jozef Rydlo
Jozef M. Rydlo (Ružomberok, 20 settembre 1948) è un politico e intellettuale slovacco, personalità di spicco della diaspora slovacca.

## Biografie
Dal 1968 visse in esilio in Italia e in Svizzera. Nel 2006 è stato eletto membro del Consiglio nazionale della Repubblica Slovacca per il Partito Nazionale Slovacco. Fu uno dei principali critici del piano Ahtisaari sul futuro del Kosovo. Nell'autunno del 2007 il quotidiano Berner Zeitung ha scritto che oltre allo stipendio da deputato riceverebbe dalla Svizzera anche una pensione di invalidità per schizofrenia paranoica. 
Secondo la Berner Zeitung Rydler negli anni 1985-1986 avrebbe rubato i libri dalla Biblioteca Nazionale di Berna. Sui mezzi di comunicazione è stato riportato che utilizzi impropriamente il titolo di professore (in base alle dichiarazioni dell'interessato, avrebbe lavorato per più di 15 università di tutto il mondo). La sua ex moglie Michéle Rydlová-Pončíková lo accusò di aver tentato di uccidere lei e i loro figli.
| Controllo di autorità | VIAF (EN) 34469673 · ISNI (EN) 0000 0000 8342 7907 · LCCN (EN) n85301458 · GND (DE) 1089872909 · BNF (FR) cb120236843 (data) · J9U (EN, HE) 987007526853105171 |